# 湯姆·柏加
湯馬斯·羅拔·柏加（英語：Thomas Robert "Tom" Parker，1897年11月19日—1987年11月1日）是一名英國足球運動員及足球教練。

## 球員生涯

### 修咸頓
柏加出生於修咸頓伍斯頓（Woolston），初時在地區球隊效力，如措寧流浪、措寧體育會。在1918年加入南部足球聯賽球隊修咸頓作為業餘球員。他在修咸頓的第一季於聯賽及友賽上陣合共39次，取得12個入球，當中10入球是十二碼，是當時球會裡入球數字僅次於比爾·羅林斯（Bill Rawlings）的球員。1919年一次大戰結束後，職業足球重新運作，在接下來的七個賽季，柏加都緊守右閘，與費特·添梅斯（Fred Titmuss）組成一對成功的邊衛組合。
在賀尼及查克所著的《聖人入門》裡，柏加被描述為「最快的球員，具有極佳的位置感，鏟截到位」。
修咸頓在1920-21年賽季成為丙組聯賽的創始成員，在1922年以第一名升班至乙組聯賽。
在1925年，修咸頓闖入足總杯準決賽，於1925年3月28日在史丹福橋球場對陣鍚菲聯，柏加當天的表現很糟糕，他先打進了一個烏龍球，接著又在十二碼點防守犯錯，導致錫菲聯取得第二個入球。
他在修咸頓效力期間，於1925年5月21日在英格蘭對法國裡唯一一次代表國家隊上陣。
一些大球會開始著手於收購柏加，初時被會方拒絕，但由於球會需要資金購買小谷球場，修咸頓最終在1926年春季接受阿仙奴領隊赫爾伯特·查普曼以3250英鎊的收購提議，柏加轉戰高貝利球場。他在修咸頓的275次正選上陣取得12個入球（不包括戰時）。

### 阿仙奴
1926年4月3日，柏加在阿仙奴亮相對布力般流浪，這是柏加連續172次為阿仙奴正選上陣的一個開始，這個紀錄至今仍由柏加所有。柏加在阿仙奴後場穩定可靠的表現使他不久後便成為隊長，領導球隊在1926-27年賽季首度打進聯賽杯決賽，以1-0僅負卡迪夫城。在1929-30年賽季，柏加的運氣較上次為好，球隊在溫布利球場以2-0擊敗哈德斯菲爾德，柏加成為首位捧起英格蘭足總杯的阿仙奴隊長。
柏加還讓阿仙奴奪得1930-31年賽季的聯賽錦標，並在1931-32年再度打入決賽（結果紐卡素具爭議性地以2-1擊敗阿仙奴）。柏加是陣中的必然正選，在他為阿仙奴效力的七個賽季裡只有六場聯賽沒有上陣。1932年，柏加已年近35歲，在1932-33年賽季，他的右閘位置被佐治·馬里（George Male）取代。他最後一次穿著阿仙奴球衣作賽是在1932年10月8日對打比郡的比賽，在1933年離隊到诺里奇城轉任領隊。
柏加合共在阿仙奴上陣294次，取得17個入球（主要是十二碼，他是當時十二碼的主射首選球員）。雖然他身為足總杯及聯賽冠軍的隊長，但他並沒有再代表英格蘭出賽，英格蘭領隊羅伊·古達爾（Roy Goodall）及湯姆·古柏（Tom Cooper）一直沒有把他徵召入伍。

## 執教生涯

### 诺里奇城
柏加領導诺里奇城於1933-34年賽季獲得丙組南部聯賽冠軍，升上乙組。

### 修咸頓
1937年，柏加返回母球會修咸頓執教，他在小谷球場重整修咸頓的陣容，成功使球隊升上乙組。他在兩季內花費約9000英鎊羅致邊翼比利·比維斯（Billy Bevis）、門將山姆·華靴斯（Sam Warhurst）及邊中衛比爾·杜根（Bill Dodgin）。最重要的一宗轉會，卻是柏加從前球會諾域治簽入巴迪斯（Ted Bates）。巴迪斯的加盟讓修咸頓銳變成一支甲組球會。
1939年，柏加完成了對球隊陣容的整固，但第二次世界大戰的爆發使職業足球陷入停頓，柏加的一切努力落空。1943年6月，修咸頓董事會內部不和，柏加辭職並轉職作為船隻檢查員。

### 重返諾域治
在1950年代，柏加再度在諾域治執教，但成效遠不如前，球隊最終名列在聯賽榜下游。

## 晚年生活
柏加又作為船隻檢查員重操故業，直至1962年退休。後來，泰特·巴迪斯（當時的修咸頓領隊）聘任柏加為兼職球探，後來成為主球探。柏加在1975年離職，1987年去世，終年89歲。

## 榮譽

### 球員
修咸頓
- 丙組南部足球聯賽 - 冠軍 1921-22年

阿仙奴
- 甲組聯賽 - 冠軍 1930-31年
- 英格蘭足總杯 - 冠軍 1930年
- 英格蘭足總杯 - 亞軍 1927年
- 英格蘭足總杯 - 亞軍 1932年

### 領隊
諾域治
- 丙組南部足球聯賽 - 冠軍 1933-34年

## 外部連結
- 湯姆·柏加的領隊職業數據 - 足球基地 （页面存档备份，存于）
- 湯姆·柏加的英格蘭國腳檔案 - 英格蘭統計 （页面存档备份，存于）